# Natàlia Kruixelnítskaia
Natàlia Ievguénievna Kruixelnítskaia (en rus: Наталья Евгеньевна Крушельницкая) (Kíiv, 4 d'agost de 1959) va ser una ciclista soviètica que s'especialitza en la pista. El seu millor resultat fou una medalla al Campionat del món de Velocitat.

## Palmarès
- 1987
  - 1a al Gran Premi de París